# Georgios Kondylis
Georgios Kondylis (Grieks: Γεώργιος Κονδύλης) (Prousos, 1878 - Athene, 1 februari 1936) was een Grieks militair en politicus.
Kondylis begon zijn militaire carrière toen hij zich in 1896 bij de opstandelingen op Kreta aansloot die de Ottomaanse heersers van het eiland verdreven. In 1912 en 1913 nam hij deel aan de Balkanoorlogen en tijdens de Eerste Wereldoorlog diende hij in Macedonië. Tijdens de Grieks-Turkse Oorlog (1922-1923) diende hij in Klein-Azië. In 1922 werd hij generaal.
In juli 1923 nam Kondylis ontslag uit het leger en stelde zich kandidaat voor het parlement, maar toen de revolutie uitbrak (1923) tegen de Griekse regering en koning George II, nam hij het bevel van een aan de revolutionairen loyale legergroep op zich. Nadat koning George II was afgezet op 16 maart 1924, werd Griekenland een republiek. Kondylis werd vervolgens oprichter van de Nieuwe Republikeinse Partij en werd minister van Defensie (1924) en minister van Binnenlandse Zaken (1924-1925).
In augustus 1926 pleegde Kondylis een geweldloze staatsgreep en bracht de dictator, generaal Theodoros Pangalos ten val. Van augustus tot december 1926 was Kondylis enige tijd premier. Hij herstelde macht van de democratisch gekozen president, admiraal Pavlos Koundouriotis. Van 1932-1933 en van 1933-1935 was Kondylis minister van Defensie in de kabinetten van Panagis Tsaldaris.
In maart 1935 onderdrukte Kondylis een couppoging van Eleftherios Venizelos en kondigde daarna aan dat de republiek had gefaald. In oktober 1935 pleegde hij een staatsgreep en werd hij premier en regent. Op 3 november 1935 hield Kondylis - nu een monarchist - een referendum waarin een meerderheid zich uitsprak voor het herstel van de monarchie. Op 25 november 1935 keerde koning George II naar Griekenland terug en hernam het koningschap.
Op 30 november 1935 werd Kondylis - die gehoopt had aan te kunnen blijven als premier van een neutralistisch kabinet - tot aftreden gedwongen.
Kondylis overleed op 1 februari 1936 te Athene.
- Bibliothèque nationale de France: cb16024816z (data)
- Gemeinsame Normdatei: 140829199
- International Standard Name Identifier: 0000 0000 7570 2542
- Virtual International Authority File: 103661724